# Saluto romano

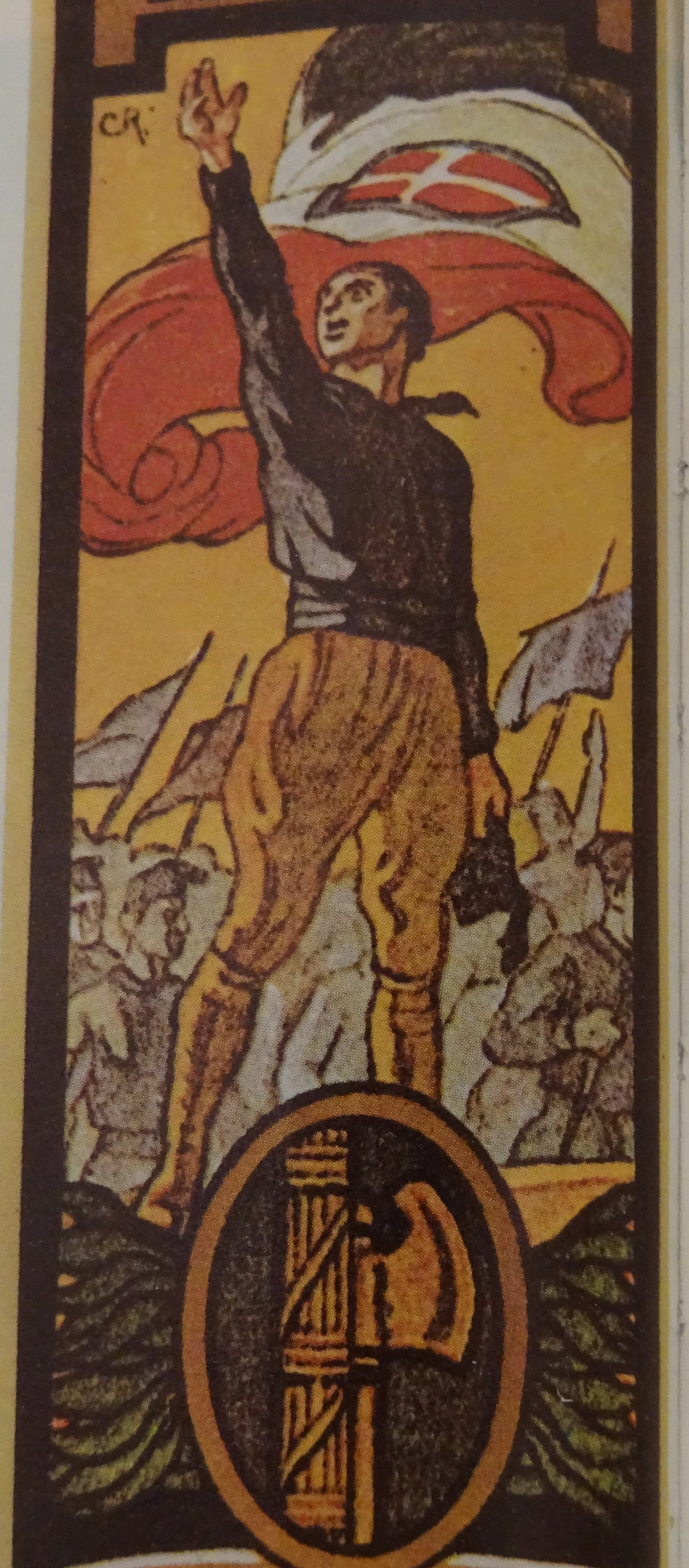
Immagine di un segnalibro scolastico di epoca fascista che raffigura un uomo in camicia nera che fa un saluto romano

Il saluto romano, anche se storicamente è un saluto fascista, poiché in realtà non fu mai in uso ai tempi dell'antica Roma, è un gesto in cui il braccio destro è completamente esteso in avanti e alzato di circa 135 gradi rispetto all'asse verticale del corpo con il palmo della mano rivolto verso il basso e le dita unite. In alcune versioni, il braccio è sollevato ad angolo verso l'alto; in altri, è tenuto parallelo al suolo. Il primo è un tipo di saluto noto soprattutto per esser stato utilizzato dal fascismo italiano e successivamente da vari movimenti che lo imitarono (come il nazismo).
Il nome deriva dalla errata attribuzione di questa forma di saluto alla civiltà romana. Ricostruzioni storiche, infatti, hanno smentito l'ipotesi, diffusa nella prima metà del Novecento, che tale saluto fosse ripreso dalle tradizioni dall'antica Roma: tra i romani era diffuso il semplice "salve" o "ave" (con o senza la stretta di mano o il sollevamento della destra) e la salutatio romana dei legionari era affine al saluto militare moderno.
La cinematografia e l'iconografia hanno inoltre diffuso e associato a Roma altri tipi di gesti: il saluto detto legionario che consiste nel battere il pugno o la mano destra tesa sul petto (usato in parte ancora oggi in certe forme di "presentat'arm" militare), e il saluto detto gladiatorio, consistente nell'affiancare l'avambraccio destro di chi saluta a quello di chi si vuol salutare e scambiarsi una reciproca stretta al di sopra del polso.

## Origini

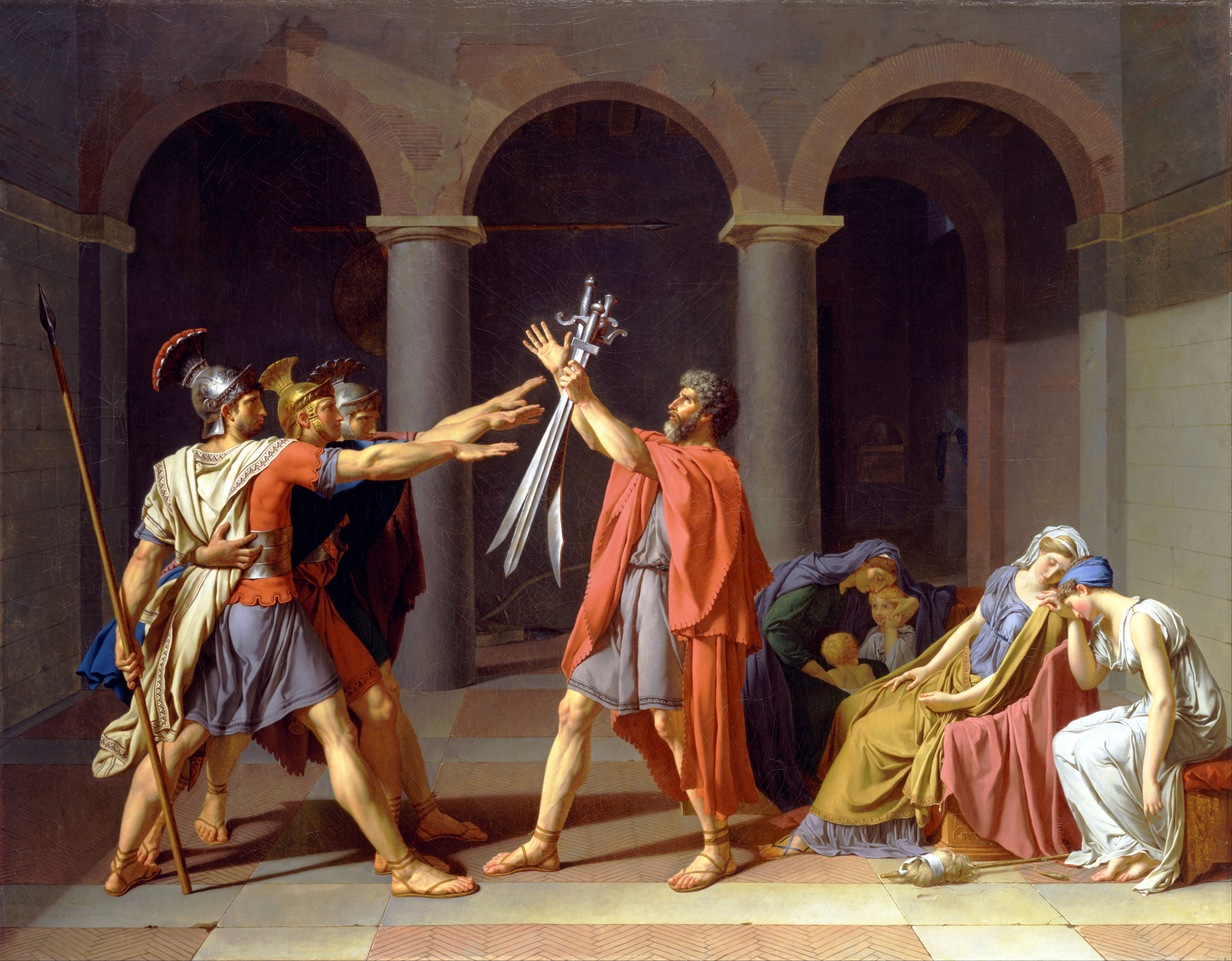
Jacques-Louis David, Il giuramento degli Orazi, 1784 (Parigi, Museo del Louvre). La fama di questo dipinto ha contribuito alla costruzione del mito del "saluto romano".

Secondo un'opinione popolare del primo Novecento, questo saluto derivava dalla cultura diffusa nell'antica Roma. Tuttavia, secondo la ricostruzione effettuata da vari autori, la descrizione di un simile gesto è sconosciuta nella letteratura romana e non menzionata dagli storici antichi. Nessun testo romano ne fornisce la descrizione e le opere d'arte romane che mostrano gesti salutari hanno poca somiglianza con il saluto romano moderno. Non vi sono raffigurazioni del saluto fascista nell'arte romana, nella scultura, nella coniazione, e nella pittura. Il gesto di alzare il braccio destro nella cultura romana o in altre antiche culture che si riscontrano nella letteratura e nell'arte pervenuteci avevano un significato diverso dalla versione moderna che conosciamo.

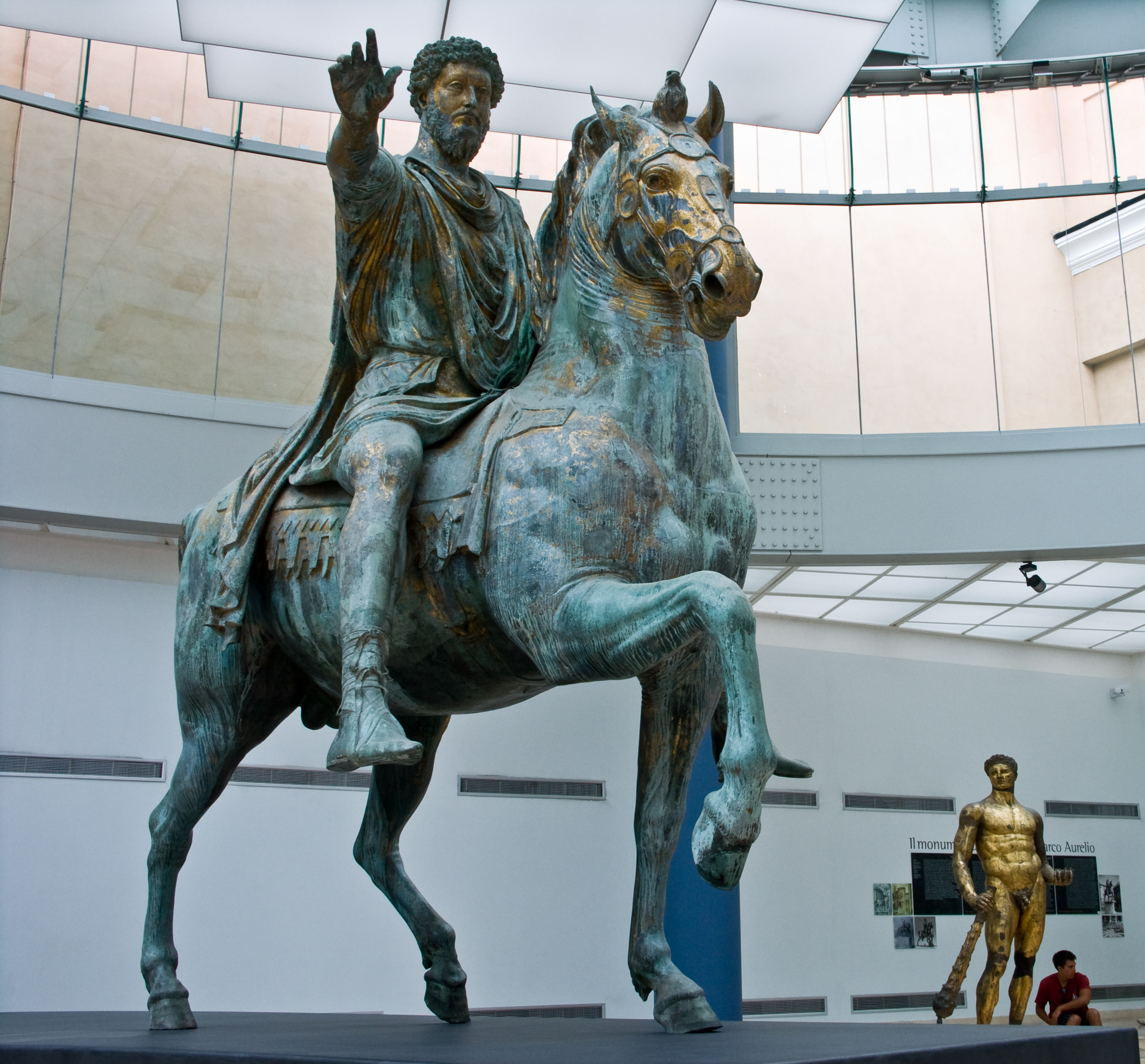
La statua originale di Marco Aurelio, oggi esposta nei Musei Capitolini

Diverso dal saluto fascista era il generico uso della mano destra (Lat. dextera, dextra), che fin dall'antichità simboleggiava onore, fedeltà, amicizia e lealtà. Cicerone riporta che Ottaviano fece un giuramento a Giulio Cesare elevando e tendendo il braccio destro verso la sua statua. In alcune statue di imperatori come Cesare, Augusto o Marco Aurelio si riscontra un gesto simile, a braccio non del tutto disteso ma piegato leggermente, con le dita vicine ma non unite, sempre però con il palmo della mano in avanti. Le sculture commemorative di vittorie militari visibili sull'Arco di Tito, sull'Arco di Costantino, o sulla Colonna Traiana sono probabilmente i più famosi esempi di arte celebrativa romana. Ma è indubbio che questi monumenti non mostrino immagini chiare del saluto definito "romano". Ad esempio, tre scene di quelle rappresentate sulla Colonna Traiana sono state analizzate e discusse negli ultimi anni. Sul fregio 99 (LXII, Scene LXXXIV-LXXXV), sei osservatori hanno la mano alzata in direzione di Traiano, il braccio esteso a metà con il gomito leggermente piegato. Dei soggetti con il braccio teso solo uno ha la palma aperta, ma tenuta verticalmente. Le dita dei tre con il braccio piegato puntano verso il basso. Nel fregio 167 (CII, Scena CXLI), tre Daci stendono il loro braccio destro verso l'imperatore, le loro mani aperte risultano elevate verticalmente e con le dita aperte. Nessuno dei romani ricambia il gesto. 
Nei fregi 122-123 (LXXIV-LXXVI, Scene CI-CII), l'imperatore a cavallo è salutato da alcuni soldati.
Nessuno dei soldati ha il braccio teso. Un ufficiale di fronte a Traiano tiene il braccio aderente al corpo con solo l'avambraccio sollevato e indicando con l'indice della mano. Dietro a lui, due mani sono sollevate con le dita visibilmente aperte. Lo stesso Traiano tiene il braccio al corpo sollevando solamente il suo avambraccio.
Le immagini più vicine a quello che è il saluto romano sono le scene scolpite su marmi e monete riguardanti le adlocutio, le acclamatio, le adventus, o le profectio. In queste occasioni, quando un ufficiale di grado molto alto, come un legato o un Imperatore si rivolge alla platea, solitamente costituita da soldati, eleva un braccio in maniera solenne con la palma della mano rivolta alla platea spesso in modo unilaterale. Occasionalmente tale gesto esprime saluto o benedizione, il più delle volte esprime il potere.
Di senso opposto la salutatio dei diogmiti, una specie di polizia militare greca, che alza il suo braccio probabilmente per salutare il superiore durante il suo adventus su un rilievo del II secolo trovato a Efeso.
Un esempio di gesto salutativo del potere imperiale è la celebre statua di Augusto che segue alcuni noti canoni estetici e della retorica del tempo, con l'imperatore raffigurato come un generale vittorioso che si rivolge alla folla, il braccio leggermente piegato. Postura molto fedele a quanto descritto nella Rhetorica ad Herennium, in cui si spiega che l'oratore "deve controllare se stesso e il suo corpo nell'angolo che fanno i suoi fianchi, con l'estensione del braccio, durante i momenti meno passionali, tenendo il braccio rilassato". Quintiliano afferma nella sua Institutio Oratoria:
()

## In epoca moderna

### Negli USA
Tra curiosità emerse nell'ultimo decennio vi è la riscoperta di Rex Curry, un ricercatore statunitense, che ha ricordato come un saluto codificato nello stesso modo fosse in uso negli Stati Uniti d'America per il saluto alla bandiera (Pledge of Allegiance) creato da Francis Bellamy nel 1892 e adottato nelle scuole degli Stati Uniti fin verso gli anni 1930. 
A causa della somiglianza tra il saluto di Bellamy, utilizzato da fine Ottocento negli USA, e il saluto romano adottato da Italia e Germania, il Presidente degli Stati Uniti Franklin Delano Roosevelt istituì al suo posto il gesto della mano sul cuore come saluto alla bandiera durante l'esecuzione dell'Inno nazionale (The Star-Spangled Banner). Questo avvenne quando il Congresso americano adottò ufficialmente il Codice per la Bandiera (United States Flag Code) il 22 giugno 1942.

### Nell'impresa fiumana
Il saluto attribuito ai romani d'età contemporanea venne usato per la prima volta in Italia nel 1919 dai legionari fiumani di Gabriele D'Annunzio, consistendo nel presentare il pugnale sguainato. L'utilizzo di questo saluto pretende di saldare il presente con la tradizione classica per la volontà fascista di rappresentare una continuità con Roma antica.

### Adottato dal regime fascista
nun è certo un’usanza troppo bella:

I calciatori dell' di Vittorio Pozzo dei primi anni 1930, periodo in cui era al potere il regime di Mussolini, intenti a eseguire il saluto romano prima dell'inizio di una partita

te po succede ch’hai da strigne quella

d’un ladro, d’un ruffiano o d’una spia.

Deppiù la mano, asciutta o sudarella,

quanno ha toccato quarche porcheria,

contiè er bacillo d’una malatia

che t’entra in bocca e va nelle budella.

Invece, a salutà romanamente,
ce se guadagna un tanto co l'iggene

eppoi nun c'è pericolo de gnente.

Perché la mossa te viè a dì in sostanza:

– Semo amiconi… se volemo bene…

ma restamo a una debbita distanza.»
(Trilussa, La stretta de mano.)
Il saluto romano fu usato dalle camicie nere già prima della marcia su Roma.
Nell'Italia fascista il 27 novembre 1925 con Regio decreto fu adottato ufficialmente nelle amministrazioni pubbliche italiane.
Renato Ricci, comandante generale dell'Opera Nazionale Balilla, con una circolare del 1928 rese obbligatorio nelle manifestazioni giovanili di partito il saluto romano, vietando la "stretta di mano".
Achille Starace, segretario negli anni '30 del PNF, promosse una campagna a favore del saluto romano, affinché sostituisse completamente la stretta di mano ritenuta "borghese" e poco igienica. Nonostante quest'ultimo argomento potesse essere abbastanza convincente, la campagna non riuscì nel suo intento, e perfino i personaggi più in vista del regime fascista continuarono a salutare con strette di mano dopo aver porto il saluto romano di rito. A tal proposito il poeta romano Trilussa compose due sonetti - La stretta de mano e Er saluto romano - in cui ironizzava sulla scelta igienica del saluto romano per tenere a distanza le persone e sull'opportunismo di molti romani nell'aderire con facilità alle nuove disposizioni fasciste.
Questo saluto si estese anche alla forma scritta, infatti era frequente chiudere le lettere con "Vi saluto romanamente". Tale espressione viene in seguito presa in giro dal film Gli anni ruggenti con la battuta "Vi saluto romanamente: se vedemo".

### Adottato dal nazional-socialismo
Anche l'NSDAP recepì dal fascismo italiano questo tipo di saluto, così come diversi movimenti fascisti nel mondo, e con l'avvento del nazionalsocialismo in Germania nel 1933 fu reso d'uso ufficiale. I tedeschi lo ricollegarono con la simbologia dei Germani, più che con quella romana.
Fu inoltre adottato, negli anni trenta e quaranta, anche in diversi altri Paesi governati da regimi analoghi a quello fascista e a quello nazista: si pensi, ad esempio, alla Spagna franchista o alla Grecia durante la dittatura di Metaxas.

### Il saluto romano oggi
Nell'iconografia contemporanea, soprattutto cinematografica, queste forme di saluto sono in genere legate a personaggi moralmente o politicamente negativi: per esempio, il saluto tra Militi del Fuoco in Fahrenheit 451 di François Truffaut e il saluto al "Supremo Dessler" nelle saghe della Uchū senkan Yamato di Leiji Matsumoto, mentre il saluto dell'Impero terrestre dell'universo dello specchio di Star Trek è molto simile al saluto legionario.
In Italia, a seguito del ritorno della democrazia dopo la seconda guerra mondiale, il gesto è stato vietato dalla legge n. 645 del 20 giugno 1952 ("legge Scelba"), successivamente modificata con la legge n. 205 del 25 giugno 1993 ("legge Mancino"), ma solo qualora compiuto con intento di "compiere manifestazioni esteriori di carattere fascista"; in tale caso può essere punito con la reclusione da sei mesi a due anni e con la multa da 200 euro a 500 euro. Secondo la giurisprudenza di Cassazione, il gesto è vietato nei limiti in cui rappresenti un incitamento alla violenza o costituisca un pericolo di riorganizzazione del partito fascista, in quanto idoneo a raccogliere adesioni e consensi quindi non è reato se commemorativo: infatti il saluto con braccio alzato e mano tesa viene solitamente attuato durante le cerimonie commemorative in onore di militanti fascisti e neofascisti, che furono vittime di attentati durante i cosiddetti anni di piombo.

## Significati
Il significato originario del saluto romano era molteplice, prevalendo quello augurale, con il quale si voleva trasmettere un influsso benefico dal salutante al salutato (la stessa etimologia di "saluto" discende da salutem iuvare, augurare buona salute), ma può essere inteso anche come un gesto di pace per il fatto che si mostra la palma della mano maestra vuoto e quindi inoffensivo. A quest'ultimo caso si potrebbe anche obiettare che nell'antica Roma la mano aperta simboleggiasse il gladio sguainato, e quindi un gesto chiaramente offensivo, come nella gestualità tipica degli eventi di gladiatura.
Corneliu Zelea Codreanu, guida del movimento fascista "Guardia di Ferro", attivo in Romania durante gli anni 1930 fino al suo assassinio, avvenuto nel 1938, spiegava in una delle sue opere principali destinata ai militanti del movimento che il saluto romano "è un saluto al cielo, alle altezze, e al sole, simbolo della vittoria della luce e del bene".